# Бодягові
Бодя́гові (Spongillidae) — родина прісноводяних губок. Мають вигляд здебільшого сірих, зелених або жовто-бурих розгалужених кущиків та наростів на підводних предметах. Одна тварина шляхом брунькування утворює цілу колонію.

## Опис
Тіло бодягових пронизане складною системою каналів і порожнин. Скелет складається з дрібних кремінних голочок (спікул) та голок. Роздільностатеві. Запліднення внутрішнє. Личинка покидає тіло матері і кілька годин (рідше 1—2 доби) плаває у воді, після чого прикріплюється до субстрату і розвивається в дорослу губку. Бодягові мають велику здатність до регенерації. Поширені в прісних (рідше солонуватих) водоймах земної кулі, особливо в субтропічній і тропічній зонах. Живляться мікроскопічними організмами та найдрібнішими рештками органічних речовин.
В прісних водах України відомо 7 видів бодягових, з яких найпоширенішою є бодяга ставкова (Spongilla lacustris).
Прісноводні губки — це нерухомі колонії у вигляді наростів різної форми: молоді — у вигляді кірки 2-3 мм завт., багаторічні колонії масою до декількох кілограмів; у річкової бодяги це грудкуваті нарости до 70 см завд. і 30 см завт., в озерної — кущоподібні пальцеподібні вирости до 1 м завд. на каменях, стеблах, корчах на невеликій глибині. Колір — від сіруватого до зеленого і залежить від водоростей, які живуть у тілі губок. Тіло пронизане спікулами — тонкими кремнієвими кістяковими голками, зв'язаними між собою органічною речовиною — спонгіном. Поряд з голками іноді зустрічаються амфідиски — стрижні з двома перпендикулярними зірчастоподібними дисками на кінцях. До складу губки входять фосфати, карбонати та органічні речовини. При розтиранні голок відчутні поколювання і різкий нудотний запах. Губки зустрічаються влітку; восени колонії відмирають, утворюючи безстатевим шляхом внутрішні бруньки — гемули, оточені щільною оболонкою скупчення клітин. Ці зимуючі бруньки діаметром близько 0,5 мм видно на розломі як жовті або коричневі зернятка. Навесні оболонки гемул лопаються, клітинна маса звільняється, прикріплюється до дна водойми і розвивається в нову молоду губку. Збирають бодягу протягом усього літа та сушать.
Числові показники: втрати в масі при сушінні не більше 10%; при подрібненні часток, які проходять крізь сито з отворами 2 мм у діаметрі, не більше 12%. Органічні домішки (мушлі, гілки, засохлий мул) — не більше 4%, мінеральні — не більше 3%.

## Лікарський засіб
Прісноводна губка — стародавній засіб для розсмоктування забитих ран, синців, застійних плям та інфільтратів, використовується при забиттях  кінцівок і частин тіла, ревматизмі та невралгії. Має виражені антисеборейні властивості. Широко застосовується в народній і традиційній медицині.
Механізм дії бодяги такий: голочки губки проникають у верхній шар епідермісу, викликаючи розширення судин і місцеве почервоніння та лущення. Бодяга глибоко очищає пори, звільняє вивідні протоки сальних залоз від вмісту, знижує їх активність. Застосовується в косметичній антиакнетерапії.